# Jan XI Bekkos
Jan XI Bekkos, gr. Ἰωάννης Βεκκος (ur. ok. 1225 w Nicei, zm. 1297 w Nikomedii) – patriarcha Konstantynopola w latach 1275–1282, teolog bizantyński.

## Życiorys
Jan Bekkos urodził się około 1225 r. w Nicei w rodzinie uciekinierów z Konstantynopola. Informacje o jego życiu pochodzą z jego własnych pism oraz od Jerzego Pachymeresa i Nicefora Gregorasa, z pism jego przeciwnika Grzegorza z Cypru oraz broniących go zwolenników unii kościelnej Konstantyna Meliteniotesa i Jerzego Metochity. Losy Bekkosa wiążą się ściśle z unią pomiędzy Kościołami wschodnim i zachodnim zawartą w Lyonie, w 1274 r. przez cesarza Michała VIII Paleologa i papieża Grzegorza X. Bekkos był jej początkowo przeciwny, ale po uwięzieniu w twierdzy Anemas zmienił zdanie (1273). Lektura Ojców Kościoła: Bazylego Wielkiego, Cyryla Aleksandryjskiego i świętego Epifaniusza przekonała go, że różnice między Kościołem wschodnim i zachodnim zostały wyolbrzymione. To dzięki jego energicznym zabiegom synod Kościoła greckiego podpisał pod koniec 1273 r., mimo sprzeciwu patriarchy Józefa, dokument uznający zwierzchność Stolicy Piotrowej. Po abdykacji patriarchy Józefa I Galezjotesa na początku 1275 r., na znak protestu przeciw unii lyońskiej, Bekkos, wówczas chartofylaks został wybrany jego następcą. Stosunki pomiędzy cesarzem a nowym patriarchą nie były pozbawione napięć. Wobec narastającej opozycji wobec unii cesarz nie cofnął się przed represjami nawet wobec członków rodziny cesarskiej. Bekkos błagał cesarza, by ten złagodził swoje postępowanie wobec przeciwników unii. Cesarz w przypływie gniewu kazał mu zrezygnować ze stanowiska, jednak nie ogłosił tego publicznie, chcąc uniknąć jeszcze większego zamieszania. Ostatecznie w marcu 1279 r. Bekkos zrezygnował z dalszego pełnienia swoich obowiązków. Po kilkumiesięcznych rozmowach, w sierpniu tego roku powrócił na stolicę patriarszą. Ostatnie lata panowania Michała VIII, pochłoniętego obroną imperium zagrożonego przez koalicję państw zachodnich, przyniosły nasilenie represji wobec przeciwników unii. Nic nie wiadomo, by Bekkos miał w nich swój udział.
Broniąc unii na gruncie teologicznym, argumentując za zgodnością łacińskiej i greckiej tradycji patrystycznej w sprawie Filioque, Bekkos zraził sobie większość duchowieństwa. Jego działalność pisarska stała się później podstawą wysuniętych przeciw niemu zarzutów. Unia nigdy nie była w Bizancjum popularna, toteż po śmierci Michała VIII (11 grudnia 1282), jego syn Andronik II odrzucił ją. W dzień po Bożym Narodzeniu 1282 r. Jan Bekkos wycofał się do klasztoru. Były patriarcha Józef został uroczyście wwieziony do miasta. Bekkos obawiając się śmierci z rąk tłumu podpisał zrzeczenie się swego stanowiska i wyrzeczenie się swoich unionistowskich poglądów (styczeń 1283). W późniejszym czasie odwołał ten akt, jako podpisany pod przymusem. Następne lata Bekkos spędził w klasztorze w Prusie w Azji Mniejszej. Stamtąd rozpoczął kampanię, w której domagał się oczyszczenia go z zarzutów. Doprowadził do zwołania synodu, który miał zbadać jego sprawę. Obrady synodu trwały od lutego do sierpnia 1285 r. i miały miejsce w cesarskim pałacu na Blanchernach w Konstantynopolu. Doprowadziły do ponownego potępienia Bekkosa w szeregu pism skierowanych przeciw niemu (Tomus z 1285), sformułowanych jednak w tak kompromitujący sposób, że ich autor, późniejszy patriarcha Grzegorz zmuszony był w 1289 r. ustąpić ze stolicy patriarszej. Bekkos uznał ten fakt za potwierdzenie swego stanowiska. Ostatnie lata życia spędził jako więzień w twierdzy świętego Grzegorza w pobliżu Nikomedii. Opracowywał w więzieniu swoje pisma, utrzymując dobre stosunki z cesarzem i dostojnikami kościelnymi, do końca jednak nie zrezygnował ze swoich poglądów w kwestii unii Kościołów. Zmarł w 1297 r.

## Twórczość
Bekkos jest autorem dzieła O jedności i pokoju Kościołów Starego i Nowego Rzymu (Perí tes henóseos kaj ejrénes ton tes palajás kaj néas Rómes). W pierwszej jego części przedstawia dowody, że greccy Ojcowie Kościoła m.in. Atanazy, Bazyli Wielki, Grzegorz z Nazjanzu, Grzegorz z Nyssy, Maksym Wyznawca uznawali pochodzenie Ducha Świętego również od Syna Bożego (Filioque). W drugiej części Bekkos przedstawia argumenty przeciw doktrynie późniejszych teologów Kościoła Wschodniego: Focjusza, Mikołaja z Methony, Teofilakta z Ochrydy.
Bekkos opracował też Zbiór cytatów (Epigrapháj) z pism Ojców Kościoła wskazujących, że Duch Święty pochodzi od Syna. Na liczący 13 rozdziałów Zbiór Bekkosa odpowiedział w połowie XIV wieku Grzegorz Palamas Antyzbiorem (Antepigrapháj), z którym z kolei polemizował w XV wieku Bessarion wydając kolejny Zbiór cytatów. Ze zbioru Bekkosa korzystali w następnych stuleciach późniejsi zwolennicy unii kościelnej.
Zachowały się też 2 listy Bekkosa do papieży: Jana XXI z 1277 r. i Mikołaja III z 1278 r. zawierające wyznanie wiary Bekkosa, uznającego prymat Stolicy Apostolskiej w Kościele.